# 西宁街道 (遂宁市)
西宁街道，原为西宁乡，是中华人民共和国四川省遂宁市船山区下辖的一个乡镇级行政单位。2019年9月，撤销西宁乡、金家沟街道，设立西宁街道，以原西宁乡樟树堰村、徐家堰村、兰井村、福光庙村、青岗社区、五里垭社区和原金家沟街道金桂社区、文星桥社区所属行政区域为西宁街道的行政区域。原西宁乡斑竹园村、石骨堰村、窝窝店村、联升村、火把堰村、飞凤村、双拱桥村、铜鼓山村所属行政区域为北固镇的行政区域

## 行政区划
西宁街道下辖以下地区：
樟树堰村、徐家堰村、兰井村、福光庙村、青岗社区、五里垭社区、金桂社区、文星桥社区。